# Hazebrouck
Hazebrouck är en kommun i departementet Nord i regionen Hauts-de-France i norra Frankrike. Kommunen är chef-lieu över 2 kantoner som tillhör arrondissementet Dunkerque. År 2022 hade Hazebrouck 21 785 invånare. 
Ortsnamnet härstammar från äldre nederländska eller väst-flamländska, ett språk som talas som minortetsspråk i området längs den franska kusten kring Dunkerque. 

## Befolkningsutveckling
Antalet invånare i kommunen Hazebrouck
| Referens: INSEE |